# Sogndals flygplats, Haukåsen
Sogndals flygplats, Haukåsen (norska: Sogndal lufthavn, Haukåsen) öppnades år 1971 och ägs och drivs av Avinor. 
Reguljära flygningar körs av Widerøe efter upphandling av Samferdselsdepartementet.

## Flygbolag och destinationer

### Inrikes
| - Bergen (Widerøe) - Førde (Widerøe) - Oslos flygplats Gardermoen (Widerøe) - Sandanes flygplats Anda (Widerøe) - Ørsta-Voldas flygplats Hovden (Widerøe) |